# San Dimas, Durango
San Dimas là một đô thị thuộc bang Durango, México. Năm 2005, dân số của đô thị này là 19303 người.